# Sido Rahayu (Belitang)
Sido Rahayu is een bestuurslaag in het regentschap Ogan Komering Ulu van de provincie Zuid-Sumatra, Indonesië. Sido Rahayu telt 2620 inwoners (volkstelling 2010).